# 日清パワーステーション
日清パワーステーション (にっしんパワーステーション、NISSIN POWER STATION) はかつて東京都新宿区新宿六丁目の日清食品東京本社ビルの地下に所在していたライブハウスである。通称パワステ、新宿パワステ。
本項では、2020年よりオープンした『日清食品 POWER STATION [REBOOT] 』についても記述する。

## 概要
バブル景気絶頂期で第二次バンドブームの中、MZA有明 （後のディファ有明、2018年に閉鎖） などの新興ライブハウスが東京各地に開業していた1988年開業。Rockin' Restaurantのキャッチフレーズで「食事もできるおしゃれなライブハウス」として人気を集めた。カメラが何台か設置されていて、ライブ中パワステ内に何台もあったモニターにステージが映し出されていた。
様々なバンド・アーティストが出演したが、日清食品（当時）の経営悪化により、赤字部門の全面的閉鎖に伴い、日清フーディアム全部門1階、2階レストランと共に地下にあったパワステも1998年6月30日をもって閉鎖された。
営業されていた頃はFM東京 (TOKYO FM)で「Nissin Power Station」というラジオ番組が放送され、有名アーティストのライブに、毎回抽選にて観客を無料招待し、その模様が放送されていた。
閉鎖後は本社のイベントホールとして転用され、ステージを撤去した以外は内装も当時のまま残されている。用途としてはセミナーなどに使われる他、オフィシャルスポンサーを務めている選手の試合ビューイング・社内での応援などにも使われている。

## 席種
地下構造のため、B2が1階席、B1が2階席、SDSが中2階席に相当する。
- SDS（スペシャル・ディナーシート）

その名の通り、食事ができる席。食事のための席であり、入場料に加えて、3000円のパワステ弁当または5000円の日替わりコースメニューの注文が義務づけられていた。メニューに出演アーティストのサイン（コピー）がプリントされていた。この席のみフリードリンク制。ただし、ライブ開演30分前になるとオーダーストップになっていた。
- B1席

酒を片手にライブが楽しめる。
- B2席

飲酒や喫煙は不可のオールスタンディング席。別名未成年席（前2種は未成年者の入場が厳禁されていたため）。ライブの内容によっては、可動席が用意された。

## NISSIN POWER STATION LAST DAYS
1998年6月28日、29日、30日に「THE MUSIC NEVER STOPPED NISSIN POWER STATION LAST DAYS」と称して行われたライブをもって閉鎖となった。出演者は以下のとおり。
- 6月28日(OPEN17:00,START17:40)
  - エレファントラブ
  - THE JERRY LEE PHANTOM
  - SMILE
  - 堂島孝平
  - フラワーカンパニーズ
  - 山崎まさよし

- 6月29日(OPEN18:00,START18:40)
  - カーネーション
  - THE GROOVERS
  - GRAPEVINE
  - ソウル・フラワー・ユニオン
  - ヒートウェイヴ
  - THE BOOM

- 6月30日(OPEN18:00,START18:40)
  - 石川よしひろ
  - 忌野清志郎 Little Screaming Revue
  - ウルフルズ
  - 及川光博
  - THE COLLECTORS
  - SKIP COWS
  - The Turtles
  - 東京スカパラダイスオーケストラ
  - TRICERATOPS
  - ROLLY

※以上、チラシより

## 1日限りの復活
- パワステ閉鎖から13年後の2011年9月19日、カップヌードル発売40周年を記念し、横浜みなとみらい赤レンガ倉庫屋外広場において『TOKYO FM HOLIDAY SPECIAL カップヌードル 40th Anniversary NISSIN POWER STATION LIMITED GIGS 〜みんなの音楽〜』と題したスペシャルライブイベントが行われ、パワステが一日限りでの復活を遂げた。当日は大友康平（HOUND DOG）、大澤誉志幸らが出演し、大友は1985年にカップヌードルのCMソングに起用されたHOUND DOGの代表曲『ff』を、大澤も1984年にCMソングに起用された代表曲『そして僕は途方に暮れる』を熱唱した。この他に、鈴木雅之やキマグレン等も出演した。なお、この模様はTOKYO FMにて公開生特番として生放送され、進行は同局でこれまでに『ミリオンナイツ』などのレギュラー番組を持ち、その当時に『ディア・フレンズ』のパーソナリティを務めていた赤坂泰彦が務めた[2]。

ちなみに開催2日前の同年9月17日、赤レンガ倉庫近くに安藤百福発明記念館（愛称：カップヌードルミュージアム）がオープンしている。

## 日清食品 POWER STATION [REBOOT]
2020年11月21日に音楽特化・配信特化・無観客をコンセプトにした日本初の配信型ライブハウスとしてオープン。「NISSIN POWER STATION」があった日清食品東京本社の地下ホールを22年ぶりに改装。観客はライブ中にコメント（チャット）を打つことができ、ウルトラチアーを投げることも可能。配信中は巻き戻しは不可。期間限定で見逃し配信視聴は可能。
配信動画観閲のためのオリジナルプラットフォームを用い、コメントなどとステージに設置した透過型LEDバックパネル、LEDフロアパネルを連動させる。